# Morchyn
Morchyn (en ukrainien : Моршин) ou Morchine (en russe : Моршин ; en polonais Morszyn) est une petite ville et une station thermale de l'oblast de Lviv, en Ukraine. Sa population s'élevait à 6 108 habitants en 2024.

## Géographie
Morchyn est située dans la vallée de la Berejnitsa, à 76 km au sud de Lviv.

## Histoire
La première mention de Morchyn remonte à 1482. Le village possédait des sources salées mais le sel qu'on en retirait était amer et impropre à la consommation. La localité connut un certain développement à partir de 1875 lorsque fut ouverte une voie ferrée entre Stryï et Stanislawow (aujourd'hui Ivano-Frankivsk. Au cours des années suivantes, Morchyn devint une station thermale grâce à ses eaux salées, son climat agréable et son cadre pittoresque. Après la Première Guerre mondiale, Morchyn passa sous la souveraineté de la Pologne et un nouvel établissement thermal fut construit, nommé le « Palais de marbre » (en ukrainien : Мармуровий палац). À la fin de 1944, la région fut annexée par l'Union soviétique et attribuée à la république socialiste soviétique d'Ukraine. Les neuf sanatoriums et les pensions privées furent nationalisés. D'autres établissements de cure furent construits au cours des années suivantes, le dernier, nommé Lavanda (Лаванда) fut terminé à la fin des années 1980. Le nombre de curistes atteignait alors environ 60 000 par an. Après l'indépendance de l'Ukraine, en 1991, les sanatoriums ont commencé à être privatisés et de nombreuses maisons ont été rénovées.

## Population
Recensements (*) ou estimations de la population :
| 1959* | 1970* | 1979* | 1989* | 2001* |
| ----- | ----- | ----- | ----- | ----- |
| 3 343 | 6 098 | 7 378 | 9 158 | 6 482 |

| 2009  | 2010  | 2011  | 2012  | 2013  |
| ----- | ----- | ----- | ----- | ----- |
| 6 171 | 6 135 | 6 108 | 6 064 | 6 037 |